# Chien jaune, festival du polar
Le Chien jaune, festival du polar est un festival littéraire qui a lieu quai d’Aiguillon à Concarneau, dans le département du Finistère, avec un thème différent chaque juillet depuis 1993,.

## Concept
Née en septembre 1993, l’association « Le Chien Jaune » a pour but de promouvoir la littérature policière et le roman noir. Son nom évoque le célèbre roman de Georges Simenon publié en 1931 et dont l'action se déroule à Concarneau.
Avec la participation amicale de quelques auteurs majeurs dans ce genre littéraire : Jean-Claude Izzo, Michel Le Brun, aujourd’hui disparus, Didier Daeninckx, Jean-Bernard Pouy…
Le chien jaune vu par Jean-Bernard Pouy :
Le chien jaune rôde toujours dans les rues de Concarneau. 

Surtout l’été, quand les flots bleus le sont en permanence, bleus. 

Mais il n’annonce plus le malheur et le désespoir, il n’est plus l’ange canin de l’autre vioque, celle avec la grande faux.

Quand on l’aperçoit, on peut se dire que des festivités s’approchent, celles fomentées dans les vapeurs acides et bienfaisantes du Muscadet en fusion, celles célébrant le livre et la joie de lire, et pas n’importe quels livres, puisqu’il s’agit de polars et de romans aussi noir que ce foutu clebs est jaune.

Ce n’est pas la faute à Voltaire, ce n’est pas la faute à Rousseau, c’est grâce à Simenon, expert en la matière, expert en concarnéité, puisqu’au moins deux de ses livres se passent aux alentours de la ville close.

Et si les textes sont noirs, sombres, désespérés parfois, il n’en est pas de même de tous ces gens qui caressent le chien, ceux de l’Association, ceux des librairies, ceux du cinoche, ceux qui livrent le pinard et les langoustines, ceux qui font de la musique,ceux qui sont les amis des amis, ceux qui sont auteurs et qui ont fait le voyage, ceux qui rigolent, s’amusent, se retrouvent, ceux qui se démènent pour que Concarneau ne soit pas, à cette époque, qu’un chenil à touristes, mais aussi la ville où les chiens jaunes qui aiment lire (et pâlir) se rencontrent, se flairent, forment une bande, une meute et aboient à la lune". 

JBP
Des animations musicales, activités jeunesse et conférences sont proposées.

## Organisateurs
- L'association le Chien Jaune.

## Éditions
- 2018 : (24e éd.) : thème jeu.
- 2017 : (23e éd.) : thème « Polar & Cinéma ».
- 2016 : (22e éd.) : était consacrée aux policiers, gendarmes et autres personnels du domaine judiciaire qui prennent la plume pour nous livrer leurs polars. .
- 2015 : (21e éd.) : thème « Polar & Exotisme ».
- 2014 : (20e éd.) : Pour ses 20 ans le Chien Jaune se fait cuisiner : « Polar & Gastronomie ».
- 2013 : (19e éd.) : thème « Polar et Musique avec un éclairage particulier sur les années 1960 »[3],[4],[5].
- 2012 : (18e éd.) : thème « Voyage sans retour ».
- 2011 : (17e éd.) : thème « Femmes fatales et des hommes ténébreux».
- 2010 : (16e éd.)
- 2009 : (15e éd.) [6]